# Falmer Stadium
Falmer Stadium, cunoscut din motive de sponsorizare ca American Express Comunitate Stadion, sau colocvial ca Amex, este un stadion de fotbal din orașul Falmer, aproape de Brighton și Hove, Sussex, și este locul unde Brighton & Hove Albion FC își desfășoară meciurile pe teren propriu. Stadionul a fost predat clubului de către dezvoltatori pe data de 31 mai 2011. Primul joc competitiv jucat pe stadion a avut loc în sezonul 2010-11 finala din Sussex Senior Cup între Brighton și Eastbourne Borough pe 16 iulie 2011. Primul meci din ligă a fost împotriva celor de la Doncaster Rovers, care au fost, de asemenea, adversarii în ultimul meci jucat la Brighton fostul stadion, Goldstone Ground, meci disputat cu 14 ani mai devreme.
Falmer Stadium a găzduit primul meci de fotbal din Premier League în august 2017, în urma promovării la finalul sezonului 2016-17.
Stadionul a fost conceput pentru a permite găzduirea și pentru alte sporturi și evenimente. Acesta a găzduit unele meciuri de la Cupa Mondială de Rugby din 2015.

## Istoria

### Planuri
Planurile au fost inițiate de către Brighton & Hove Albion după ce stadionul anterioar, Goldstone Ground, a fost vândut de către fostul consiliu de administrație al clubului (format din Greg Stanley, Bill Archer și David Bellotti) către dezvoltatori, în 1995, fără să fi existat planuri pentru unul nou.
Atunci când clubul a fost evacuat la sfârșitul sezonului 1996-1997, a împărțit pentru două sezoane stadionul celor de la Gillingham Priestfield Stadium, aflat la o distanță de 50 de kilometri, în Kent.
Doi ani mai târziu, clubul a revenit la Brighton fiind chiriași ai Withdean Stadium, care a fost îmbunătățit pentru a îndeplini cerințele de capacitate ale Football League, fiind extins mai târziu atunci când Brighton a ajuns în Division One (actualmente Championship) în anul 2002, după două promovări succesive.
Localizarea pe Falmer fost identificată în sezonul 1998-99 și s-a sperat că stadionul va fi gata undeva între începutul și mijlocul anilor 2000. Cu toate acestea, întârzieri ulterioare în obținerea permisiunilor de planificare au dus la amânarea primelor meciuri până în luna august 2011, mai mult de un deceniu după ce primele propuneri de construire a acestuia.

### Construcția

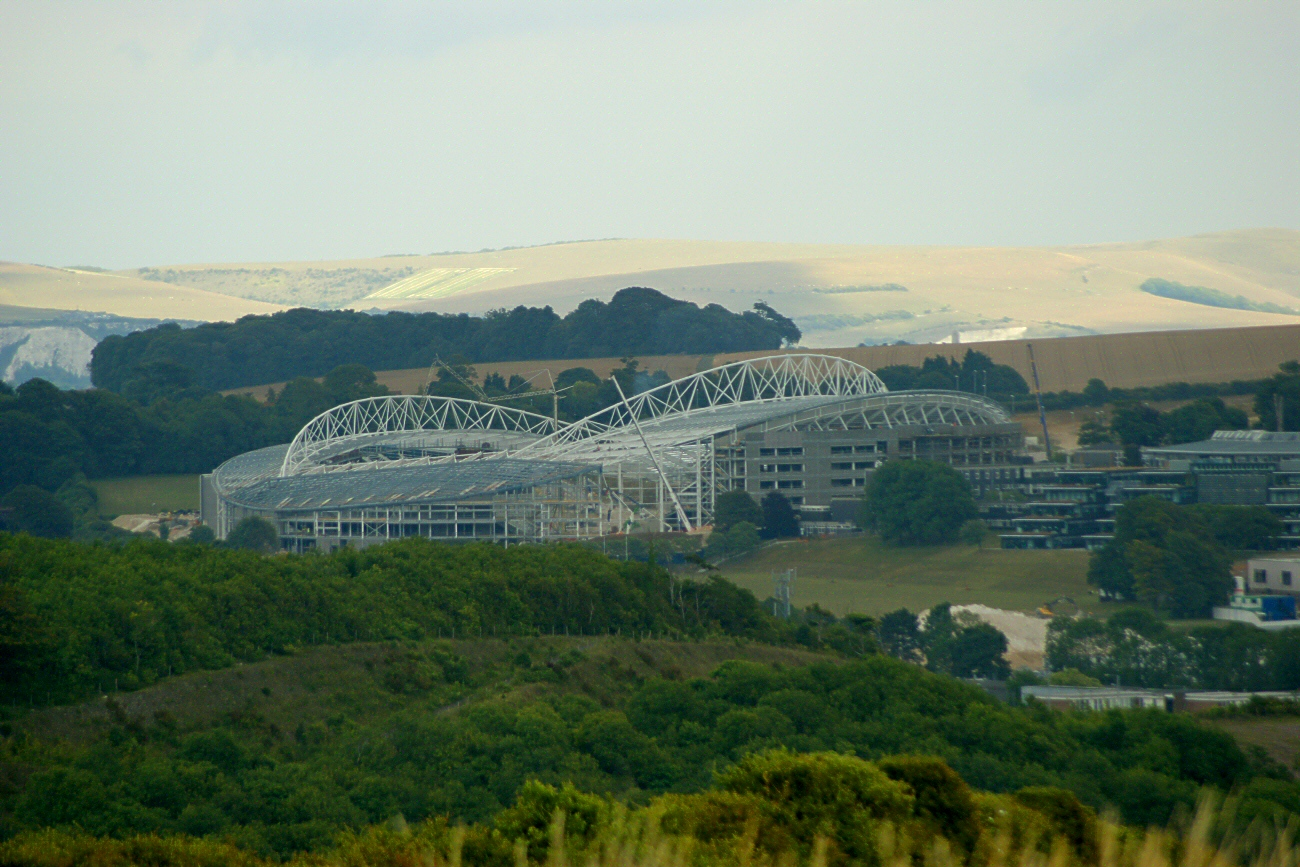
Falmer în timpul construcției în iulie 2010

La 27 noiembrie 2008 Buckingham Group a semnat contractul de construire pentru noul stadion și a început pregătirea de lucru pe șantier pe 17 decembrie. Stadionul are trei etaje sub pământ. 138.000 de metri cubi de calcar au fost excavați în timpul construcției sale, calcar care a fost pus pe teren pe partea de sud a orașului. 
Construcție pe șantier a început pe 17 decembrie 2008 și a fost finalizat în mai 2011. Stadionul a fost conceput cu posibilități de extindere, iar planurile au fost puse în aplicare pentru a crește capacitatea.
Stadionul a fost proiectat de la firma de arhitecți din Londra, KSS. Capacitatea stadionului a fost extinsă, cu un nivel instalat deasupra tribunei din est (tribuna familiei), ceea ce a crescut capacitatea până la 30.000 de locuri. Înțelegerea cu American Express Europa, cel mai mare angajator din sectorul privat din Brighton și Hove, pentru drepturile de numire al stadionului a fost anunțată pe data de 22 iunie 2010.
Stadionul folosește șoimi pentru a îndepărta pescărușii și porumbeii ceea ce a oprit porumbeii să își mai construiască cuiburi în interiorul acestei facilități.

### Deschiderea

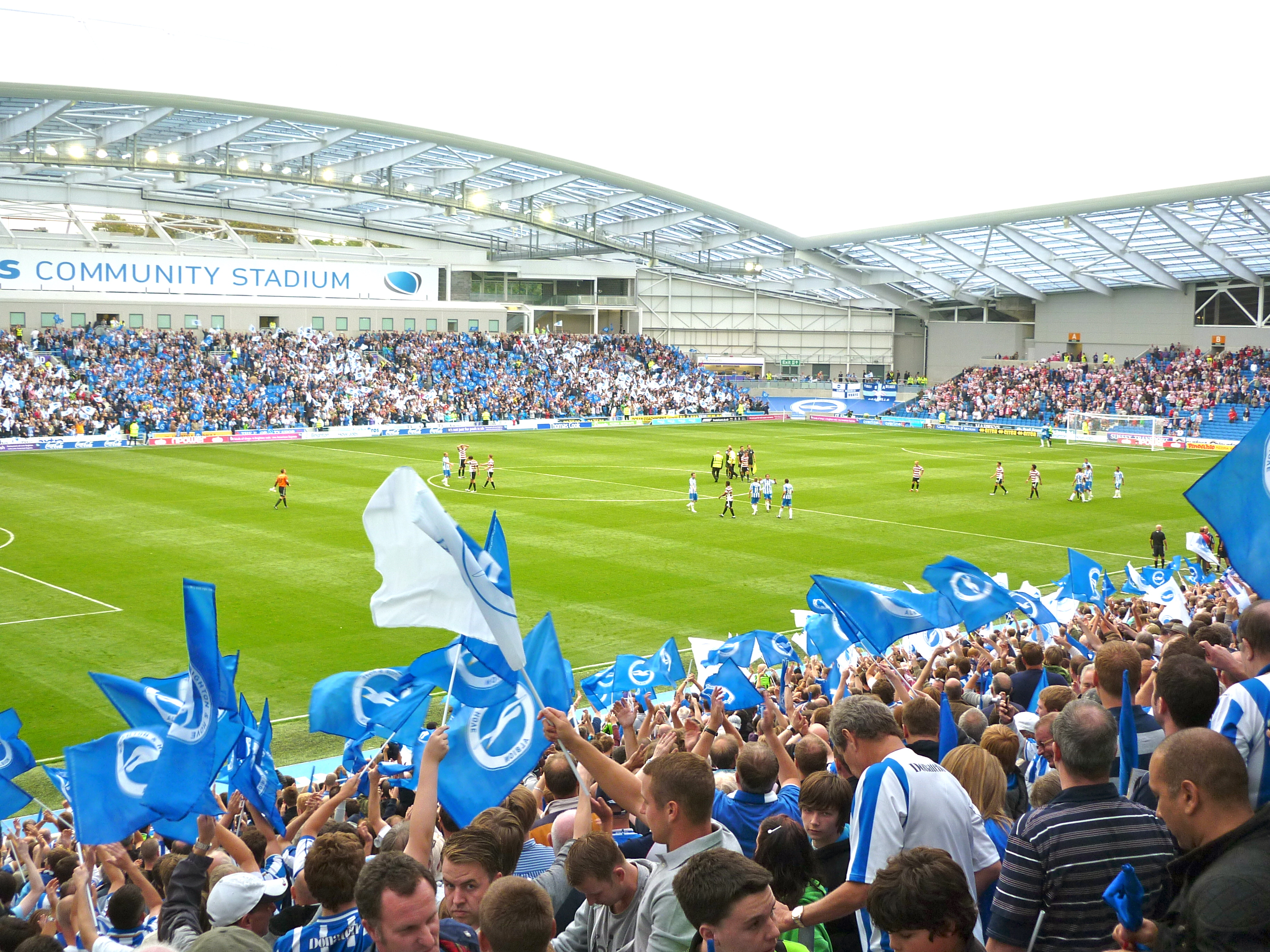
Primul meci de campionat jucat pe Falmer Stadium

Stadionul a fost deschis oficial pe 30 iulie 2011, când a găzduit un meci amical împotriva echipei Tottenham Hotspur, fost echipă a managerului de atunci al celor de la Brighton, echipa gazdă a pierdut cu 3-2. Primul meci competitiv a avut loc pe 6 august 2011, când Brighton a învins pe Doncaster Rovers, scor 2-1.

## Asistența medie
| Sezon   | Media per sezon | Cele mai mari prezențe | Cea mai mică prezență |
| ------- | --------------- | ---------------------- | --------------------- |
| 2011-12 | 20.028          | 20.968                 | 18.412                |
| 2012-13 | 25.705          | 30.003                 | 21.740                |
| 2013-14 | 27.283          | 29.093                 | 25.725                |
| 2014-15 | 25.645          | 28.890                 | 23.044                |
| 2015-16 | 25.583          | 30.292                 | 21.397                |
| 2016-17 | 27.972          | 30.338                 | 24.116                |
| 2017-18 | 30.402          | 30.631                 | 29.676                |

## Premii
În mai 2012, stadionul a câștigat Premiul pentru un Stadion Nou la Stadion Business Awards.